# كابوراليس
الكابوراليس هي رقصة بوليفية تقليدية نشأت في لوس يونغاس في لاباز. تم تصميم الرقصة وعرضها على الجمهور لأول مرة في عام 1969 م من قبل الأخوة استرادا باتشيك، حيث كانت الرقصة مستوحاة من شخصية «الكابورال (رئيس العمال)» وهو المشرف على العبيد السود وعادة ما كان مختلط العرق، ينتمي الرقص ينتمي إلى منطقة يونجاس في بوليفيا ، ولكن للرقص جانب ديني بارز؛ حيث يرتبطب ما يعرف باسم عذراء سوكافون (راعية عمال المناجم)، إذ يعد العامل بالمناجم بالرقص لمدة ثلاث سنوات من حياته. الكابورال أو الكابوراليس اليوم هي رقصة فولكلورية شائعة للغاية في الاحتفالات ليس فقط في بوليفيا، ولكن أيضا في الأرجنتين وتشيلي وبيرو وإسبانيا والولايات المتحدة.
في يونيو من عام 2011 م، تم إعلان التراث الثقافي وغير المادي لدولة بوليفيا المتعددة القوميات من خلال مرسوم أعلى تضمن رقصة الكابوراليس، مع رقصات أخرى. وفقًا للجهة الحكومية، تم اتخاذ هذا الإجراء للحد من محاولات تملك التراث البوليفي من قبل الدول المجاورة.
هناك العديد من المجموعات التي تأسست في الولايات المتحدة وتشارك في نشر هذه الثقافة. يرتدي المؤدون ثوب الحرس الإسباني القديم (مشرف العبيد). حيث يرتدي حذاء بكعب ذو أجراس كبيرة تُعرف باسم «كاسكابيليس»، وهو راقص يحمل قبعة في يده اليسرى وسوط في يمينه (أحيانًا). بعض الفتيات يرقصن في دور الذكور، حيث اعتادت الفتيات النزول وهن يرتدين التنانير القصيرة للغاية والقيام بخطوات أقل إثارة للإعجاب؛ قد يشير إليها البعض باسم «الصين» أو «ماتشاس». يتكون الفستان الأنثوي من فستان صغير مع سراويل داخلية مطابقة، وجوارب طويلة بلون البشر، وأحذية رائعة عالية الكعب، وقبعة مستديرة مثبتة على شعرها. يتم الحفاظ على نمط وألوان الفستان كما هو لكل من الرجال والنساء في مجموعة معينة، ولكن يمكن أن تختلف اختلافًا جذريًا بين المجموعات. عادة ما يرقص الرجال والنساء بشكل منفصل في رقصة مسيرة تقدمية. الكابوراليس هي رقصة تعتمد على القفز كثيرًا ونشطة جدًا.
غالبًا ما يخطئ الرقص في موسيقى السايا، ويرجع هذا الارتباك جزئيًا إلى نصوص أغاني الكابوراليس الشهيرة مثل تلك التي تتألف منها المجموعة البوليفية الشهيرة "Los Kjarkas" لوس كجاركاس؛ هذه المجموعة تصنع العديد من الأغاني البوليفية. ويرجع ذلك أيضًا إلى رقص سايا كابورال الدولي للرقص باسم «سايا الحديثة» (انظر سايا الأفرو-بوليفي). ومع ذلك، فإن الكابوراليس مستمدة أصلا من السايا: بما أن الكوبورال كانت شخصية في 'السايا عندما تم إنشاء رقصة الكابوراليس في أواخر الستينيات، فقد زعموا أنهم استلهموا من أداء بعض الراقصات الأفروبوليفيات بوليفيات من منطقة يونجاس. من الواضح أن الموسيقى من أصل أفريقي وقليلا من الطبول هي خطوات مزيج من «السايا» و«النيغريتوس». الإيقاع مختلف قليلاً عن «سايا». أصبحت هذه الرقصة واحدة من الرقصات الأكثر شعبية في بوليفيا.